# Tietkensia
Tietkensia là một chi thực vật có hoa trong họ Cúc (Asteraceae).

## Loài
Chi Tietkensia gồm các loài: